# Remetea (Bihor)
Remetea (en húngaro: Magyarremete) es una comuna en el distrito de Bihor, Crișana, Rumanía. Se compone de cinco pueblos: Drăgoteni (Drágota), Meziad (Mézged), Petreasa (Petrász), Remetea y Șoimuș (Gyepüsolymos).

## Geografía
La comuna se ubica en la parte sur del condado, al borde de los montes Apuseni, a los pies de los montes Pădurea Craiului. Se encuentra a orillas del río Valea Roșie, afluente del Crișul Negru. Además, el río Meziad desemboca en el Valea Roșie en Remetea.
La ciudad más cercana es Beiuș, a unos 10 kilómetros al sur. Remetea está atravesada por la carretera comarcal DJ764, que une Beiuș con la ciudad de Aleșd. La carretera comarcal DJ764C conecta la comuna con la aldea de Meziad, al este. La capital del condado, Oradea, se encuentra a 64 kilómetros al noroeste.

## Población
Según el censo de 2011, la comuna tenía una población de 2 906 habitantes; de ellos, el 76,67% eran rumanos, el 15,79% húngaros, el 5,71% romaníes y el 1,69% de otras etnias. El porcentaje de húngaros era mayor en la localidad de Remetea que en las localidades más pequeñas. En el censo de 2021, la población era de 2 715 habitantes: el 77,13% rumanos, el 13,44% húngaros y el 4,68% romaníes.

## Nativos
- Nicolae Bolcaș (1882–1919), diputado en la Gran Asamblea Nacional de Alba Iulia
- Marțian Dan (1935–2002), político y profesor de universidad
- Károly Fila (nacido en 1996), futbolista

## Galería
|                  |
| Pueblo de Șoimuș |

|                             |
| Iglesia de madera de Șoimuș |